# Poecilocarda coquerelii
Poecilocarda coquerelii är en insektsart som beskrevs av Victor Antoine Signoret 1853. Poecilocarda coquerelii ingår i släktet Poecilocarda och familjen dvärgstritar. Inga underarter finns listade i Catalogue of Life.